# Helena Langšádlová
Helena Langšádlová, née le 14 octobre 1963 à Prague, est une cheffe d'entreprise et femme politique tchèque, membre du mouvement politique tchèque TOP 09.